# Vladimir Bystrov
Vladimir Vitaljevitsj Bystrov (Russisch: Владимир Витальевич Быстров) (Loega, 31 januari 1984) is een Russische profvoetballer. Hij tekende in augustus 2009 voor vijf jaar bij FK Zenit Sint-Petersburg, waarvoor hij van 2002 tot en met 2005 ook uitkwam. Bystrov is tevens Russisch international.

## Clubstatistieken
| Jaar | Club                     | Duels | Goals |
| ---- | ------------------------ | ----- | ----- |
| 2001 | FK Zenit Sint-Petersburg | 1     | 0     |
| 2002 | FK Zenit Sint-Petersburg | 11    | 0     |
| 2003 | FK Zenit Sint-Petersburg | 20    | 4     |
| 2004 | FK Zenit Sint-Petersburg | 30    | 1     |
| 2005 | FK Zenit Sint-Petersburg | 12    | 1     |
| 2005 | FC Spartak Moskou        | 15    | 3     |
| 2006 | FC Spartak Moskou        | 24    | 6     |
| 2007 | FC Spartak Moskou        | 18    | 3     |
| 2008 | FC Spartak Moskou        | 24    | 1     |
| 2009 | FC Spartak Moskou        | 17    | 4     |
| 2009 | FK Zenit Sint-Petersburg | 10    | 6     |